# Hoof wall separation disease

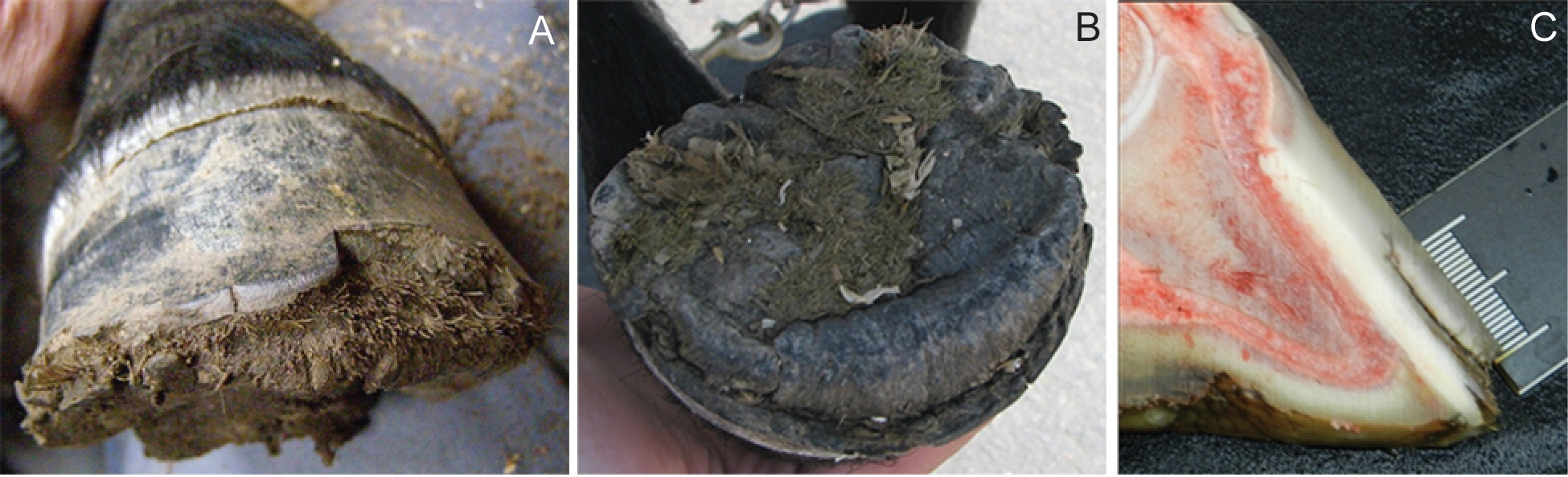
HWSD hos föl

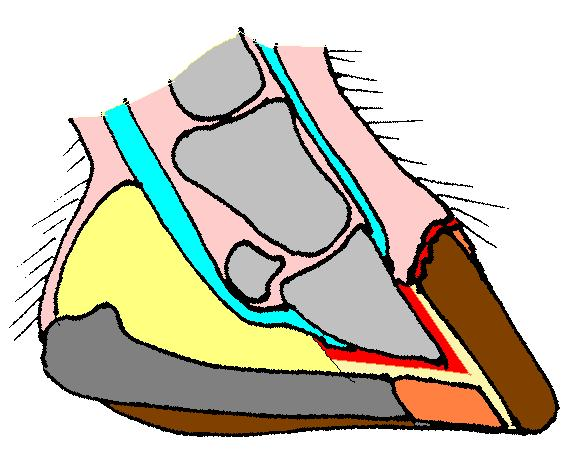
Vid HWSD lossnar den bruna hovväggen (längst till höger) från övriga hoven

Hoof wall separation disease, (HWSD), ungefär hovväggsavlossning, är en autosomal recessiv genetisk hovsjukdom hos häst.  Forskning bedrivs bland annat vid den amerikanska veterinärhögskolan UC Davis School of Veterinary Medicine i Davis i Kalifornien. Sjukdomen har konstaterats hos Connemaraponnyer och kallades tidigare Hoof Wall Separation Syndrome, HWSS.

## Symtom
Sjukdomen utvecklas med början hos föl från en-sex månaders ålder och uppträder typiskt under det första levnadsåret. Hovens nederkant spricker och lossnar i bitar; sprickorna kan även gå upp längs hovens främre vägg. Sjukdomen, som kan vara mycket smärtsam, gör att hästen då vilar kroppsvikten på hovens sula, vilket kan leda till att djuret måste avlivas.

## Ursprung och orsak
Sjukdomen är recessivt ärftlig, vilket betyder att hästens föräldrar båda måste bära på anlaget för att sjukdomen skall bryta ut hos avkomman. Sjukdomen har konstaterats förekomma hos djur med en frameshift-variant av proteinet Serpin B11.
|                        | Frisk hingst                 | Hingst med HWSD-anlag                                 | Hingst med utvecklad HWSD            |
| ---------------------- | ---------------------------- | ----------------------------------------------------- | ------------------------------------ |
| Friskt sto             | Friska föl                   | 50 % friska föl, 50 % bärare                          | 100 % bärare                         |
| Sto med HWSD-anlag     | 50 % friska föl, 50 % bärare | 25 % friska föl, 50 % bärare, 25 % med utvecklad HWSD | 50 % bärare, 50 % med utvecklad HWSD |
| Sto med utvecklad HWSD | 100 % bärare                 | 50 % bärare, 50 % med utvecklad HWSD                  | 100 % med utvecklad HWSD             |

## Test och behandling
Anlag för sjukdomen kan bekräftas genom ett gentest.Effektiv behandling saknas, även om det verkar som om olika former av hovvård och/eller användandet av specialskor kan begränsa påverkan. Emellertid måste ofta hästen avlivas om sjukdomen blir alltför svår.